# Muzeum i Galeria „Brama” w Gryficach
Muzeum i Galeria „Brama” w Gryficach – muzeum z siedzibą w Gryficach. Placówka działa w ramach Gryfickiego Domu Kultury, będącego miejską jednostką organizacyjną. Jej siedzibą jest XV-wieczna Brama Wysoka, będąca jednym z elementów dawnych obwarowań miasta.
Muzeum zostało otwarte w grudniu 2005 roku. Aktualnie posiada ekspozycję historyczną, obrazującą dzieje miasta i okolic. W ramach wystawy prezentowane są m.in. dawne dokumenty, przedmioty codziennego użytku, militaria i eksponaty geologiczne. Zbiory zostały przekazane przez gryficki Zespół Szkół Ponadgimnazjalnych, władze miasta oraz instytucje i osoby prywatne. W 2012 roku do muzeum przekazano m.in. pamiątki po zlikwidowanej Cukrowni Gryfice.

Ponadto w ramach galerii prezentowane są prace lokalnych artystów (m.in. Józefa Gładysza, Ady Buchholc, Leszka Budasza, Bożeny Kubiak, Haliny Pokorskiej i Moniki Artiuch)
Muzeum jest czynne w godzinach pracy Domu Kultury.